# 4-Karboksimukonolaktonska dekarboksilaza
4-Karboksimukonolaktonska dekarboksilaza (EC 4.1.1.44, gama-4-karboksimukonolaktonska dekarboksilaza, 4-karboksimukonolaktonska karboksilijaza, 2-karboksi-2,5-dihidro-5-oksofuran-2-acetat karboksilijaza (formira 4,5-dihidro-5-oksofuran-2-acetat)) je enzim sa sistematskim imenom (R)-2-karboksi-2,5-dihidro-5-oksofuran-2-acetat karboksilijaza (formira 4,5-dihidro-5-oksofuran-2-acetat). Ovaj enzim katalizuje sledeću hemijsku reakciju
()-2-karboksi-2,5-dihidro-5-oksofuran-2-acetat {\displaystyle \rightleftharpoons } 4,5-dihidro-5-oksofuran-2-acetat + CO2

## Literatura
- Nicholas C. Price; Lewis Stevens (1999). Fundamentals of Enzymology: The Cell and Molecular Biology of Catalytic Proteins (Third изд.). USA: Oxford University Press. ISBN 019850229X.
- Eric J. Toone (2006). Advances in Enzymology and Related Areas of Molecular Biology, Protein Evolution (Volume 75 изд.). Wiley-Interscience. ISBN 0471205036.
- Branden C; Tooze J. Introduction to Protein Structure. New York, NY: Garland Publishing. ISBN 0-8153-2305-0.
- Irwin H. Segel. Enzyme Kinetics: Behavior and Analysis of Rapid Equilibrium and Steady-State Enzyme Systems (Book 44 изд.). Wiley Classics Library. ISBN 0471303097.

## Spoljašnje veze
- 4-carboxymuconolactone+decarboxylase на 